# 長野県道120号三分中込線
長野県道120号三分中込線（ながのけんどう120ごう みぶんなかごみせん）は、長野県佐久市を通る一般県道。

## 概要

### 路線データ
- 起点：佐久市三分（三分交差点、長野県道93号下仁田臼田線交点）
- 終点：佐久市中込1丁目（橋場交差点、長野県道2号川上佐久線・長野県道144号本町中込停車場線交点）

## 通過する自治体
- 佐久市

## 交差・接続する道路
- 長野県道93号下仁田臼田線 - 佐久市三分（三分交差点、起点）
- 長野県道2号川上佐久線・長野県道144号本町中込停車場線 - 佐久市中込1丁目（橋場交差点、終点）